# Río Pitichi
El Pitichi (en bielorruso, Ptsich: Пціч) es un río en Europa Oriental, de aproximadamente 422 kilómetros de longitud. Fluye hacia el sur a través de Bielorrusia, naciendo cerca de Minsk, y desembocando en el Prípiat, del que es afluente por la izquierda. El principal afluente de este curso de agua es el Aresa.